# Boké
Boké är en regionhuvudort i Guinea.   Den ligger i prefekturen Boké och regionen Boké, i den västra delen av landet, 170 km norr om huvudstaden Conakry. Boké ligger 53 meter över havet och antalet invånare är 15 460.